# الجزر الخارجية لموريشيوس
الجزر الخارجية لموريشيوس (بالفرنسية: Îles éparses de Maurice) هو تقسيم إداري أول للجمهورية ويتكون من جزر موريشيوس والجزر النائية التابعة لها. ويقع تحت سلطة وزارة السلطة المحلية والجزر النائية. دستور موريشيوس ينص على أن الجمهورية تشمل جزيرة موريشيوس وجزيرة رودريغز (Rodrigues)  وجزر أجاليجا (Agaléga) وجزيرة سانت براندون (Saint Brandon) وجزيرة تروملين وأرخبيل تشاغوس وحتى جزيرة دييغو غارسيا وأي جزيرة تكون دولة موريشيوس. حكومة موريشيوس تطالب بالسيادة على أرخبيل تشاغوس والتي قسمت المملكة المتحدة أراضيه لإنشاء إقليم المحيط الهندي البريطاني قبل الاستقلال في عام 1965. موريشيوس أيضاً تطالب بالسلطة على جزيرة تروملين التي تقع تحت السلطة الفرنسية وهي مجموعة جزر صغيرة تبعد 430 متر من شمال-غرب موريشيوس.

## المناطق

جمهورية موريشيوس وتشمل الجزر التي تطالب بها

المساحة الإجمالية للجمهورية تبلغ 2040 كيلو متر مربع (مع استبعاد أرخبيل تشاغوس) وهي في المرتبة 180 عالمياً من حيث المساحة. تشمل جمهورية موريشيوس كذلك جزر رودريغز وهي تبعد 560 كيلومتر في الشرق ومساحتها 104 كيلومتر مربع. كانت رودريغز الضاحية العاشرة للجمهورية واستقلت عنها في عام 2002. جزر أجاليجا التوأم تبعد عن موريشيوس 1000كم شمالاً ومساحتها 2600 هكتار. وسانت براندون تقع 430 كم جنوب شرق موريشيوس وهي أرخبيل يكون من عدد من الضفاف الرميلة والمياه الضحلة وجزر. وغير بعيد عن شواطئ موريشيوس تقع 49 جزر صغيرة غير مأهولة. بعضها تم تحويله إلى محمية طبيعية لحماية الحيوانات المهددة بالإنقراض.
الحدود البحرية لما يعرف باسم المنطقة التجارية الخاصة (EEZ) لموريشيوس تغطي 2.3 مليون كم2 من المحيط الهندي وتشمل تقريباً 400,000 كم2 وتدار بالاشتراك مع جمهورية سيشل. أربع ضفاف للصيد تقع داخل المنطقة التجارية الخاصة وهي نازريث (Nazareth) وسايا دي مالا (Saya de Malha) وهوكينز (Hawkins) وسودان (Soudan). في عام 2011 أيدت الأمم المتحدة الطلب المشترك من جمهوريتي موريشيوس وسيشل لتمديد الجرف القاري التابع لهما إلى 396 ألف كم2 في منطقة جزر ماسكارين مما أعطى الدولتين حق السيادة المشتركة لإدارة واستغلال قاع البحر والطبقة السفلى في المنطقة.